# Oradtjärnen (Våmhus socken, Dalarna)
Oradtjärnen är en sjö i Mora kommun i Dalarna och ingår i Dalälvens huvudavrinningsområde.